# ユカタン州

ユカタン州
Estado Libre y Soberano de Yucatán

ユカタン州（ユカタンしゅう、スペイン語: Estado de Yucatán）は、メキシコの州である。メキシコの東部、ユカタン半島の北部に位置する。州都はメリダ。面積38,402km2、人口は2,320,898人（2020年国勢調査）。
古典期終末の9世紀から後古典期の前半の13世紀頃にかけてマヤ文明が繁栄し、世界遺産登録されたチチェン・イッツァ、ウシュマルなどプウク式の優美な遺跡が残されている。そのほか洞窟遺跡のバランカンチェーなども知られている。後古典期後期には、マヤパンが15世紀頃まで交易によって繁栄した。

## 隣接州
- キンタナ・ロー州
- カンペチェ州

## 主な都市
- メリダ
- バジャドリド
- プログレソ
- シサル